# Grimsjön, Halland
Grimsjön är en sjö i Varbergs kommun i Halland och ingår i Himleåns huvudavrinningsområde. Sjön är 23 meter djup, har en yta på 0,461 kvadratkilometer och är belägen 56 meter över havet.

## Delavrinningsområde
Grimsjön ingår i det delavrinningsområde (633598-129801) som SMHI kallar för Mynnar i 633655-129577. Medelhöjden är 78 meter över havet och ytan är 8,62 kvadratkilometer. Det finns inga avrinningsområden uppströms utan avrinningsområdet är högsta punkten. Vattendraget som avvattnar avrinningsområdet har biflödesordning 3, vilket innebär att vattnet flödar genom totalt 3 vattendrag innan det når havet efter 19 kilometer. Avrinningsområdet består mestadels av skog (68 procent) och jordbruk (17 procent). Avrinningsområdet har 0,47 kvadratkilometer vattenytor vilket ger det en sjöprocent på 5,4 procent.